# PlayStation Network
La PlayStation Network (PSN) és una plataforma desenvolupada per Sony per a la venda de continguts digitals i com a suport del joc en línia accessible mitjançant PlayStation, telèfons intel·ligents, tauletes tàctils, lectors de Blu-ray i televisors d'alta definició. Des d'aquests dispositius l'usuari pot xatejar en línia i navegar per la xarxa de franc. A finals del 2023 tenia 123 milions d'usuaris actius al mes.